# 경기도 북부출장소장
경기도 북부출장소장은 경기도청 북부출장소의 장으로, 이사관으로 보하였다. 1995년 지방자치제도 실시 이전까지는 경기도 부지사와 동급이었으며, 2001년 북부출장소를 제2청사로 승격시키면서 북부출장소장 대신 행정부지사를 1명 경기도청 제2청사에 상주시켰다.

## 역대 경기도 북부출장소장
| 대수     | 이름            | 임기                              | 비고                     |
| -------- | --------------- | --------------------------------- | ------------------------ |
| 1대      | 박상필(朴相弼)  | 1967년 3월 22일 ~ 1967년 7월 4일  | 의정부시장으로 겸직      |
| 2대      | 주용준(朱客焌)  | 1967년 7월 5일 ~ 1967년 8월 22일  |                          |
| 3대      | 김대근(金大根)  | 1967년 8월 23일 ~ 1968년 8월 5일  | 제주도부지사로 전직      |
| 4대      | 강성준(姜成俊)  | 1968년 8월 5일 ~ 1969년 1월 25일  | 제주부지사에서 부임      |
| 5대      | 주용준(朱客焌)  | 1969년 1월 25일 ~ 1970년 7월 11일 |                          |
| 6대      | 송해범(宋海範)  | 1970년 7월 11일 ~ 1971년 8월 6일  | 내무부의 사퇴권고로 사직 |
| 7대      | 이재덕(李載德)  | 1971년 8월 7일 ~ 1970년 12월 4일  |                          |
| 8대      | 이석봉(李碩峰)  | 1971년 12월 4일 ~ 1974년 2월 27일 |                          |
| 직무대리 | 정시채(丁時采)  | 1974년 2월 28일 ~ 1974년 8월 23일 |                          |
| 8대      | 정시채(丁時采)  | 1974년 8월 24일 ~ 1976년 4월 21일 |                          |
| 9대      | 김동석 (金東石) | 1976년 4월 21일 ~ 1978년 9월 20일 | 경기도 기획관리실장 전직 |
| 10대     | 심대평 (沈大平) | 1978년 9월 21일 ~ 1980년 8월 29일 |                          |
| 11대     | 김용성 (金容聲) | 1980년 8월 30일 ~ 1981년 6월 25일 |                          |
| 12대     | 곽만섭 (郭滿燮) | 1981년 6월 26일 ~ 1982년 8월 4일  |                          |
| 13대     | 이해재 (李海載) | 1982년 8월 5일 ~ 1983년 6월 27일  |                          |

- 김용선(金鎔善) 1983년 6월 28일 ~ 1984년 4월 20일
- 전창선(全昌善) 1984년 4월 20일 ~ 1985년 4월 30일
- 김창진(金昌辰) 1985년 4월 30일 ~ 1986년 6월 9일, 제주시장 직무대리로 전출, 아들의 과외로 제주시장이 보직해임되면서 급발령[2]

- 윤형영(尹亨榮) 1986년 8월 30일 ~ 1986년 12월 22일
- 이헌원(李憲元) 1986년 12월 23일 ~ 1988년 12월 31일
- 이철규(李哲圭) 1989년 1월 1일 ~ 1989년 2월 21일
- 이철규(李哲圭) 1989년 2월 21일 ~ 1989년 12월 26일
- 전영국(全永國) 1989년 12월 27일 ~ 1991년 1월 10일
- 고정환(高正煥) 1991년 1월 11일 ~ 1991년 2월 19일
- 직무대리, 조원극(趙源克) 1991년 2월 20일 ~ 1991년 7월 30일
- 유정열 1991년 7월 31일 ~ 1993년 1월 25일
- 유재천(柳在川) 1993년 1월 27일 ~ 1994년 5월 6일
- 홍성원(洪性元) 1994년 5월 7일 ~ 1995년 7월 28일,
- 홍성원(洪性元) 1995년 7월 29일 ~ 1997년 4월 14일
- 한인석(韓仁錫) 1997년 4월 15일 ~ 1998년 11월 9일
- 김관수(金寬洙) 1998년 11월 10일 ~ 2000년 1월 12
- 최병호(崔炳鎬) 2000년 1월 13일 ~ 2000년 2월 25일

### 역대 북부출장소 부소장
- 직무대리, 임승춘(林承春) 1989년 1월 7일 ~ 1989년 12월 27일, 총무과장으로 겸직
- 조원극(趙源克) 1989년 12월 28일 ~ 1992년 12월 31일
- 조원극(趙源克) 1993년 1월 1일 ~ 1993년 3월 28일, 공로연수
- 홍종대(洪鍾大) 1993년 3월 28일 ~ 1993년 6월 2일
- 이한복(李漢復) 1993년 6월 3일 ~ 1993년 12월 23일[3]
- 직무대리[4], 우종오(禹鍾五) 1994년 1월 1일 ~ 1994년 2월 28일
- 우종오(禹鍾五) 1994년 3월 1일 ~ 1994년 12월 31일
- 윤철모(尹喆模) 1994년 12월 31일 ~ 1995년 7월 28일
- 직무대리[5], 권두현(權斗鉉) 1995년 7월 29일 ~ 1995년 8월 31일
- 권두현(權斗鉉) 1995년 9월 1일 ~ 1996년 6월 18일
- 장양운(張洋雲) 1996년 6월 19일 ~ 1998년 3월 24일
- 박동익(朴東翊) 1998년 3월 25일 ~ 1998년 9월 25일
- 한택수(韓澤洙) 1998년 9월 26일 ~ 1999년 7월 27일
- 이세형(李世衡) 1999년 7월 28일 ~ 2000년 2월 25일

## 같이 보기
- 경기도 부지사
- 경기도지사
- 강원도 환동해본부장